# Megacera rigidula
Megacera rigidula là một loài bọ cánh cứng trong họ Cerambycidae.